# Marija Mazina
Marija Valer'evna Mazina (in russo Мария Валерьевна Мазина?; Mosca, 18 aprile 1964) è un'ex schermitrice russa, vincitrice di una medaglia d'oro ed una di bronzo nella scherma ai giochi olimpici.

## Palmarès
In carriera ha conseguito i seguenti risultati:
- Giochi olimpici

Atlanta 1996: bronzo nella spada a squadre.
Sydney 2000: oro nella spada a squadre.
- Mondiali di scherma

Lione 1990: bronzo nella spada individuale (per l'Unione Sovietica).
Budapest 1991: bronzo nella spada a squadre (per l'Unione Sovietica).
L'Avana 1992: bronzo nella spada individuale (per la Confederazione di Stati Indipendenti).
Nîmes 2001: oro nella spada a squadre.
- Europei di scherma

Bolzano 1999: argento nella spada a squadre.
Coblenza 2001: argento nella spada a squadre.